# Агостини, Мецио
Ме́цио Агости́ни (итал. Mezio Agostini; 12 августа 1875, Фано — 22 апреля 1944, там же) — итальянский пианист, композитор и музыкальный педагог.
Окончил Музыкальный лицей имени Россини в Пезаро (1894 г.), ученик Марио Витали (фортепиано), Карло Педротти и Артуро Ванбьянки (композиция). С 1900 г. преподаватель гармонии в том же учебном заведении, в 1909 г. возглавил Венецианскую консерваторию, причём ему было отдано предпочтение перед Отторино Респиги и Ильдебрандо Пиццетти. Агостини руководил консерваторией на протяжении 30 лет, проведя её через трудный восстановительный период после Первой мировой войны (в 1917—1918 гг. занятия были прерваны, поскольку линия фронта проходила вблизи города); в 1926 г. под началом Агостини дебютировал студенческий оркестр консерватории. Однако в конце 1930-х гг., в связи с усиливающимися итало-германскими связями и нагнетанием общественной напряжённости, обстановка вокруг консерватории обострилась, и в 1939 г. Агостини был уволен за «профессиональную непригодность». Среди учеников Агостини Эрардо Трентиналья.
В композиторском наследии Агостини — несколько опер, в том числе «Иов и Мария» (итал. Jovo e Maria; 1896, на черногорские темы), посвящённая бракосочетанию итальянского наследного принца (будущего короля Виктора Эммануила III) с черногорской принцессой Еленой. Агостини также писал симфоническую, камерную и вокальную музыку. Как пианист он известен, прежде всего, своим участием в фортепианном трио вместе со скрипачом Марио Корти и виолончелистом Джильберто Крепаксом.
В родном городе Агостини Фано его именем назван городской камерный хор.